# Alevtina Biktimirova
Alevtina Valerjevna Biktimirova (Russisch: Алевтина Валерьевна Биктимирова) (Tsjeboksary, 10 september 1982) is een Russische langeafstandsloopster, die is gespecialiseerd in de marathon.

## Loopbaan
Haar beste prestatie leverde Biktimirova in 2005 met het winnen van de marathon van Frankfurt. In 2006 eindigde ze op een zesde plaats op de marathon tijdens de Europese kampioenschappen in Göteborg. Ze werd eveneens zesde op de Boston Marathon van 2006.
Op 15 april 2007 werd ze derde op de marathon van Rotterdam in een tijd van 2:31.02. Ze sloot het jaar succesvol af door voor het eerst in haar atletiekloopbaan de marathon van Honolulu te winnen in 2:33.06.
In het volgende jaar werd Biktimirova tweede op de marathon van Boston. In 2010 schreef ze de marathon van Tokio op haar naam door in 2:34.39 te finishen.

## Persoonlijke records
Outdoor
| Onderdeel | Prestatie | Datum           | Plaats    |
| --------- | --------- | --------------- | --------- |
| 10.000 m  | 34.16,87  | 11 juni 2012    | Moskou    |
| 25 km     | 1:27.19   | 15 april 2007   | Rotterdam |
| 30 km     | 1:43.52   | 22 maart 2009   | Tokio     |
| marathon  | 2:25.12   | 30 oktober 2005 | Frankfurt |

Indoor
| Onderdeel | Prestatie | Datum            | Plaats |
| --------- | --------- | ---------------- | ------ |
| 3000 m    | 9.12,16   | 14 februari 2004 | Moskou |

## Palmares

### marathon
- 2004:  marathon van Ottawa - 2:32.15
- 2004: 4e marathon van Minnéapolis - 2:34.46
- 2004:  marathon van Dallas - 2:42.08
- 2005:  marathon van Turijn - 2:31.40
- 2005:  marathon van Frankfurt - 2:25.12
- 2006: 6e marathon van Barathon - 2:26.58
- 2006: 6e EK - 2:31.23
- 2006:  marathon van Honolulu - 2:29.42
- 2007:  marathon van Rotterdam - 2:31.02
- 2007:  Toronto Waterfront Marathon - 2:34.53
- 2007:  marathon van Honolulu - 2:33.06
- 2008:  marathon van Boston - 2:25.27
- 2008:  marathon van Chicago - 2:29.32
- 2008: 5e marathon van Honolulu - 2:45.06
- 2009: 4e marathon van Tokio - 2:29.33
- 2009: 8e WK - 2:27.39
- 2010:  marathon van Tokio - 2:34.39
- 2012: 6e marathon van Berlijn - 2:28.45
- 2013: 8e marathon van Londen - 2:30.02
- 2013: 26e WK - 2:45.11